# Гіби (Підляське воєводство)
Гіби (пол. Giby) — село в Польщі, у гміні Гіби Сейненського повіту Підляського воєводства.
Населення — 328 осіб (2011).
У 1975-1998 роках село належало до Сувальського воєводства.

## Демографія
Демографічна структура станом на 31 березня 2011 року:
|          | Загалом | Допрацездатний вік | Працездатний вік | Постпрацездатний вік |
| -------- | ------- | ------------------ | ---------------- | -------------------- |
| Чоловіки | 171     | 29                 | 123              | 19                   |
| Жінки    | 157     | 22                 | 97               | 38                   |
| Разом    | 328     | 51                 | 220              | 57                   |